# Metro 2033 (romanzo)
Metro 2033 (in russo Метро́ 2033?) è un romanzo fantascientifico postapocalittico dello scrittore russo Dmitrij Gluchovskij, pubblicato su internet nel 2002 e in edizione cartacea nel 2005.

## Storia editoriale
Il romanzo è stato concepito dall'autore durante le molte ore trascorse nella metropolitana di Mosca frequentata sin da bambino quando doveva spostarsi sulle sue linee per raggiungere la scuola. Terminata la prima stesura del libro, rifiutata dagli editori, Gluchovskij la pubblicò su un sito amatoriale, da dove era scaricabile gratuitamente. La prima bozza è stata modificata grazie ai contributi e ai suggerimenti degli utenti nel corso di tre anni e, dopo questo ampliamento collaborativo, nel 2005 è stata pubblicata da un editore, pur mantenendo disponibile in rete la versione gratuita.
È stato tradotto in 35 lingue; l'edizione italiana è del 2010 e nello stesso anno ne è stato tratto l'omonimo videogioco.

## Trama
(Dmitrij Gluchovskij, Metro 2033)

La linea della metropolitana di Mosca e le sue stazioni fanno da scenario alle vicende del romanzo

Nel 2033 la metropolitana di Mosca è diventata il rifugio degli ultimi sopravvissuti moscoviti scampati a una guerra atomica scoppiata circa vent'anni prima. Il mondo in superficie, straziato dall'inverno nucleare, è ridotto a un cumulo di macerie e non si hanno notizie sulla sorte del resto dell'umanità. Si è evoluta una nuova società sotterranea, riaggregata nei diversi tunnel e stazioni della linea della metropolitana. I rari e pericolosi collegamenti con l'esterno, alla ricerca di materiale e risorse utili, sono garantiti dai coraggiosi "Stalker". Nei tunnel sotterranei si muovono creature mutanti, strane e misteriose presenze che mettono costantemente in pericolo la vita dei sopravvissuti.
In questo quadro si muove il protagonista, Artyom, poco più che ventenne e venuto al mondo subito prima della guerra; il giovane vive con il patrigno, lo "zio" Sasha nella stazione VDNKh insieme ai suoi compagni. Il padre di Artyom è morto durante il conflitto nucleare e la madre uccisa da un'invasione di ratti alla stazione Timirjazevskaja: poco prima di essere sopraffatta dai topi la donna era riuscita ad affidare il figlio di cinque anni a uno sconosciuto, Sasha, che lo aveva portato in salvo e quindi adottato. La stazione VDNKh è costantemente in pericolo, assediata dai "Tetri", orrendi mutanti antropomorfi infiltratisi nelle gallerie. Dopo uno dei tanti attacchi alla stazione arriva un soldato, Hunter, impegnato nella ricerca di un modo per annientare i Tetri e per distruggere il loro luogo di provenienza. Prima di lasciare la VDNKh Hunter chiede ad Artyom, qualora non fosse tornato entro tre giorni, di andare alla Polis, un importante e florido crocicchio di più stazioni, per avvertire gli abitanti della minaccia. La Polis infatti rappresenta uno dei pochi presidi bene organizzati non in preda all'anarchia e al degrado. Artyom accetta l'incarico non solo perché preoccupato per la sorte della stazione ma anche perché si ritiene il responsabile dell'invasione mutante, avendo lasciata aperta, tempo prima, una delle porte blindate della metropolitana durante la sua unica e avventata sortita all'esterno. Trascorsi i tre giorni Hunter non fa ritorno alla stazione, quindi Artyom si mette in viaggio verso l'anello interno della metropolitana per raggiungere la Polis: inizialmente si unisce a una carovana che deve portare aiuti umanitari a una stazione poco più a sud, viaggiando assieme al comandante della spedizione, Kirill, una guardia, e il suo migliore amico Zhenya. Incontrano subito le prime difficoltà: mentre attraversano una galleria, tutti tranne Artyom, odono dei suoni che li fanno cadere in preda alle allucinazioni e svenire; solo Artyom sembra immune ai misteriosi suoni e riesce a salvare tutti gli uomini della carovana arrivando a destinazione.
All'insaputa degli altri, Artyom accetta la proposta di Bourbon, un commerciante che, avendo appreso che il giovane è immune a quei suoni, gli chiede di aiutarlo ad attraversare un tratto di galleria tra la stazione Prospekt Mira e la Sukharevskaya, anch'essa infestata. Armi in pugno si avviano nel buio ma ben presto Bourbon inizia a fare discorsi sconclusionati per poi cadere a terra morto. Artyom riesce con difficoltà a raggiungere la stazione successiva dove fa la conoscenza di Khan, un personaggio misterioso e temuto da tutti che gli racconta di aver visto in sogno un uomo vestito di bianco, forse lo stesso Hunter, che gli ha chiesto di aiutare il giovane a portare a termine la missione assegnata. Insieme a un gruppo di persone Khan e Artyom si mettono in viaggio per la Kitay-Gorod; lungo il cammino il gruppo viene attaccato da un'oscura entità. Artyom riesce a sopravvivere solo grazie all'intervento di Khan. Arrivati alla Kitai-Gorod, Artyom perde di vista Khan dopo un'incursione di banditi e nella fuga fa la conoscenza di un vecchio, Mikhail Porfirovich, che accompagna il giovane nipote, Vanechka, incapace di parlare e con dei gravi problemi psichici. Dopo aver attraversato insieme stazioni pericolose piene di ladri e assassini giungono alla stazione Pushkinskaya su cui spadroneggia un gruppo di neo-nazisti che uccidono il giovane ritardato. Artyom sconvolto uccide a sua volta l'assassino e per tale azione viene imprigionato e condannato a morte. Picchiato duramente, in stato di incoscienza, ha la visione di Hunter che lo sta liberando. Risvegliatosi e condotto in una galleria per l'esecuzione, viene salvato da un gruppo di combattenti. Svenuto nuovamente si risveglia su un carrello a motore guidato dai suoi salvatori lungo i binari della metropolitana. Scopre di essere stato salvato all'ultimo minuto dagli uomini della brigata "Che Guevara" avversari dei nazisti che gli indicano la strada verso la Polis.
Nella stazione Paveletskaya Artyom conosce Mark che lo convince a scommettere sul suo topo in una gara di ratti. La vincita gli avrebbe potuto far ottenere il visto d'ingresso per attraversare le stazioni dell'Anello, la linea circolare più interna del sistema metropolitano e raggiungere quindi la Polis. La scommessa viene persa e Artyom viene imprigionato e, per ripagare il debito, assegnato alla pulizia delle latrine della stazione per un intero anno insieme al suo avventato socio. Dopo alcuni giorni di infernale lavoro, il giovane riesce a distogliere da lui l'attenzione dei sorveglianti e a scappare. Raggiunta la stazione di Serpukhovskaya, governata da una setta di religiosi, viene avvicinato da un uomo, Timothy, che lo vorrebbe convertire e lo invita ad una funzione religiosa di testimoni di Geova. Il giovane fugge ancora e giunge nella Polyanka, stazione creduta disabitata. Qui ha un onirico colloquio con due personaggi misteriosi che gli spiegano che il destino governa le vite di ciascuno e lo incitano a proseguire il suo viaggio verso la meta. Artyom riesce ad arrivare alla Polis, dove comunica la situazione della VDNKh al Colonnello Melnik, stimato stalker. Dopo aver riassunto la situazione al consiglio, formato da militari e da bramini, questo decide di non aiutare la VDNKh offrendogli tuttavia la possibilità di salvarla salendo in superficie per cercare un particolare e misterioso libro tra la raccolta della vastissima biblioteca Lenin. I bramini infatti hanno intravisto in Artyom capacità eccezionali fidando in lui per ottenere il leggendario libro che avrebbe rivelato il destino dell'umanità. In cambio affidano a Daniel, un giovane bramino con cui Artyom aveva stretto amicizia, un biglietto contenente dei suggerimenti contro i Tetri che gli sarebbe stato dato in cambio del libro, qualora ritrovato. Artyom, Melnik, Daniel e un altro stalker di nome Dieci, si dirigono alla biblioteca uscendo all'esterno ma qui vengono attaccati dai cosiddetti "bibliotecari", animali mutanti feroci e con fattezze simili a scimmie. Mentre Melnik e l'altro Stalker li tengono occupati, Artyom e Daniel vanno in cerca del libro negli immensi archivi.
La ricerca tra milioni di libri è infruttuosa e Daniel viene ucciso dai mostri e quando Artyom torna dagli stalker rimasti in retroguardia, trova Melnik impegnato a soccorrere Dieci ferito da un bibliotecario. Melnik è convinto che i bramini avrebbero punito Artyom per la sua infruttuosa ricerca e gli consiglia di rientrare nella metropolitana da un altro ingresso non sorvegliato dai bramini indicandogli la strada alternativa attraverso la superficie contaminata e devastata. Artyom, dopo essere stato aggredito nuovamente dai mostri che abitano in superficie, è costretto a nascondersi in un condominio dove, in un appartamento, trova in un libro illustrato una foto di una donna con un bambino con la scritta "il piccolo Artyom a due anni e mezzo". Il giovane è convinto che la donna possa essere sua madre, di cui non ricorda il volto, e commosso conserva il libro e la foto con l'intenzione di mostrarla al patrigno per avere conferma dell'identità della donna. Nonostante successivi attacchi dei bibliotecari, messi in fuga da un enorme mostro volante, riesce a raggiungere l'ingresso della metropolitana trovando però la porta sbarrata. A corto di munizioni viene salvato in extremis da Melnik che, rientrato nella metro da un'altra stazione, sentite dall'interno le urla di aiuto di Artyom, gli apre la porta e lo trascina dentro la stazione.
Durante l'attacco dei bibliotecari Daniel, prima di morire, aveva comunque consegnato all'amico il biglietto sul quale era indicata la posizione di una base missilistica ancora attiva, utilizzabile per attaccare i Tetri e distruggerli. L'unica via per raggiungere la struttura militare è attraverso la mitica Metro 2, la linea metropolitana segreta a disposizione dai dirigenti russi in caso di guerra. L'attivazione dei missili sarebbe stato compito di un ex militare di nome Anton. Durante le fasi preparatorie, il figlio di Anton, Oleg, scompare in una galleria tristemente famosa a causa di numerose analoghe sparizioni. Durante la ricerca Artyom e Anton cadono in trappola e catturati dai rapitori membri di una tribù, i "figli del verme". I due vengono salvati da Melnik che irrompe tra le gallerie con altri soldati, recuperando anche il giovane Oleg e ingaggiando una dura battaglia contro i selvaggi. Durante la fuga il gruppo trova l'ingresso per la Metro 2 e attraverso le sue gallerie arrivano nelle viscere del Cremlino, contaminato da armi chimiche e biologiche. Nel palazzo una massa informe, probabilmente una delle armi chimiche lanciate sull'edificio, risucchia un soldato e Oleg. Fortunatamente gli altri riescono a fuggire. Dopo essersi divisi, Artyom e un soldato di nome Ulman si mettono in cammino per raggiungere la Prospekt Mira dove si trova un amico di Ulman di nome Pavel che avrebbe potuto aiutarli ad attivare la batteria missilistica. Artyom approfitta del viaggio per tornare alla VDNKh dove trova una situazione disperata: la stazione è quasi del tutto abbandonata e a presidiarla sono rimasti solo i suoi difensori, tra cui Kirill con un braccio rotto, che ogni giorno tentano di respingere gli attacchi dai Tetri, sempre più forti. Zhenya, il migliore amico di Artyom, è morto e le perdite umane sono ingenti. Artyom viene a saper dal suo patrigno che i Tetri usano il loro ululato per far impazzire le persone, e lo saluta con affetto per l'ultima volta. La VDNKh e i suoi difensori infatti sono condannati poiché le stazioni più a sud avevano deciso di far saltare le gallerie di collegamento per impedire gli attacchi dei Tetri. Artyom approfitta dell'incontro per mostrare a Sasha la foto trovata tra le pagine del libro chiedendogli se riconoscesse nella foto la stessa donna che, prima di morire uccisa dai topi, lo aveva affidato a lui. Sasha dispiaciuto afferma di non essere in grado di ricordare il volto della madre di Artyom.
Il giovane su ordine di Melnik sale in superficie per fornire alla postazione missilistica le esatte coordinate per colpire la base dei Tetri; l'attacco di un mostro alato lo costringe a rifugiarsi in un piccolo rifugio al cui interno trova il corpo mummificato di una donna e per tutta la stanza il diario dei suoi ultimi momenti di vita. Ulman e Pavel si uniscono al protagonista e insieme raggiungono e risalgono la torre di Ostankino, da cui guidare i missili verso il nido in cui nascono i Tetri. In quel momento, un istante prima dell'esplosione dei missili, i Tetri si mettono in contatto telepatico con Artyom, scelto come interlocutore per le sue latenti doti paranormali. Il giovane capisce troppo tardi che i mutanti in realtà stavano cercando di contattare gli umani per collaborare insieme nella ricostruzione della civiltà ma, attaccati, erano stati costretti a difendersi. I fortunosi salvataggi di Artyom erano stati orchestrati dai Tetri, convinti che solo la sopravvivenza del giovane avrebbe consentito un collegamento tra le due razze. I missili centrano il bersaglio e Artyom, sconvolto, si incammina verso le rovine della sua stazione, colpita anch'essa dai missili, togliendosi la maschera antigas nonostante le grida di Pavel e Ulman.

## Personaggi
Zio SashaIl patrigno di Artyom, uno dei responsabili della stazione VDNKh.
HunterUomo dal passato misterioso, determinato a risolvere una volta per tutte il problema dei Tetri. Sparisce durante una sortita in territorio ostile. Affida a Artyom il compito di avvisare i responsabili della Polis del pericolo cui versa l'intera metropolitana.
ZhenyaIl migliore amico di Artyom nella stazione VDNKh.
KhanMisterioso e pericoloso individuo con poteri precognitivi. Aiuta Artyom a proseguire il pericoloso viaggio verso la Polis.
Colonnello MelnikIl più stimato stalker della Polis. A lui si rivolge Artyom per sollecitare un intervento contro i Tetri.

## Edizioni
- (RU) Dmitrij Gluchovskij, Метро 2033, 1ª ed., 2005.
- Dmitrij Gluchovskij, Metro 2033, traduzione di Cristina Mazzuchelli, Terni, Multiplayer Edizioni, 2010, ISBN 978-88-6355-097-9.
- Dmitrij Gluchovskij, Metro 2033, traduzione di Cristina Mazzuchelli, Milano, Mondadori, 2015, ISBN 978-88-6926-147-3.